# Pholcus magnus
Pholcus magnus is een spinnensoort uit de familie trilspinnen (Pholcidae). De soort komt voor op de Madeira.